# 泰波托环礁
泰波托环礁（Tepoto），又称南泰波托环礁（Tepoto Sud；与泰波托島作区分）、蒂波托环礁（Ti Poto），是南太平洋法属波利尼西亚的环礁，属于土阿莫土群岛和拉耶夫斯基群島，行政上由马凯莫市镇管辖；长3.8公里、宽3.8公里，陆地面积0.6平方公里，潟湖面积2.5平方公里；岛上无人居住。